# Ёнэкура (род)
Род Ёнэкура (яп. 米倉氏) — японский самурайский род. Ветвь клана Такэда из провинции Каи. В середине периода Эдо некоторые члены клана Ёнэкура стали занимать важные позиции в администрации Токугава.

## История

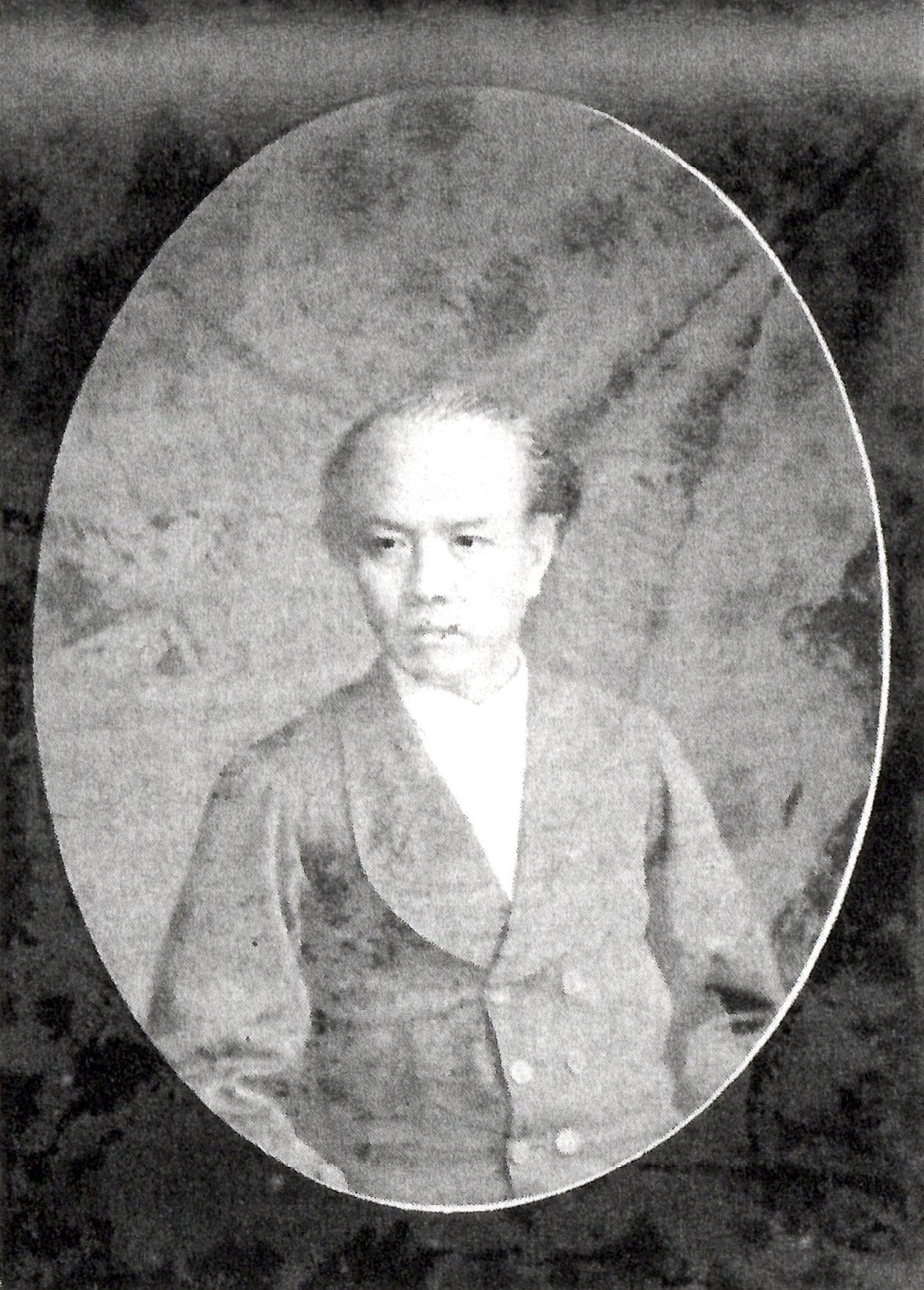
Ёнэкура Масакото (1837—1909), последний даймё Муцуура-хана (1860—1871)

Представители клана Ёнэкура утверждали, что род ведет своё происхождение от Сэйва Гэндзи (от которого происходит клан Такэда) в начале периода Муромати (1336—1573). Ёнэкура приняли своё название от сёэнов провинции Каи. Первоначально члены рода Ёнэкура были наследственными вассалами клана Такэда до его уничтожения Одой Нобунагой, после чего они принесли присягу на верность Токугава Иэясу.
После битвы при Сэкигахаре в 1600 году члены клана Ёнэкура служили хатамото в администрации сёгуната Токугава. Ёнэкура Масатада (米倉昌尹) (1637—1699), пользовавшийся расположением сёгуна Токугава Цунаёси, быстро поднялся по карьерной лестнице в 1696 году получил должность вакадосиёри. Его рисовый доход был увеличен до 10 000 коку, что давало ему статус даймё. В 1696 году Ёнэкура Масатада получил во владение Канадзава-хан в провинции Мусаси, а в 1699 году он был переведен в Минагава-хан в провинции Кодзукэ. Его линия угасла со смертью в 1712 году его внука, Ёнэкура Масатэру (米倉昌照) (1683—1712). Последний усыновил сына Янагисавы Ёсиясу (1658—1714), фаворита сёгуна Токугава Цунаёси, который принял имя Ёнэкура Тадасукэ (1706—1736). В 1712 году после смерти своего приёмного отца он и стал 4-м даймё Минагава-хана. В 1722 году Ёнэкура Тадасукэ был переведен в Муцуура-хан в провинции Мусаси.
Во время периода Бакумацу Ёнэкура Масакото (1837—1909), последний (8-й) даймё Муцуура-хана (1860—1871), перешел на сторону нового императорского правительства Мэйдзи во время Войны Босин (1868—1869). После ликвидации ханов и основания префектур Ёнэкура Масакото получил титул виконта (сисяку) в новой японской аристократической иерархии (кадзоку).